# Лодж, Генри Кэбот (младший)
Генри Кэбот Лодж-младший (англ. Henry Cabot Lodge, Jr.; 5 июля 1902[…], Нахант, Массачусетс — 27 февраля 1985[…], Беверли, Массачусетс) — американский политик-республиканец, дипломат. Инициатор выдвижения Дуайта Эйзенхауэра и руководитель его предвыборной кампании в 1952 году.
Лауреат премии Сильвануса Тайера от Военной академии США (1960).
Сын поэта Джорджа Кэбота Лоджа, внук сенатора-республиканца от штата Массачусетс и историка Генри Кэбота Лоджа (1850–1924). Именуется младшим для отличия от деда, своего полного тёзки.
Окончил Гарвардский университет (бакалавр, cum laude, 1924).
В 1937—1944 и 1947—1953 годах сенатор США от штата Массачусетс.
Служил офицером в армии США в 1942 (являясь одновременно сенатором) и 1944—45 (ушёл добровольно в отставку с поста сенатора). Награждён орденом «Легион почёта» и Бронзовой звездой.
В ноябре 1952 года потерпел поражение на выборах в сенат, набрав 48,5 % голосов и проиграв будущему президенту США Джону Кеннеди, получившему 51,5 %.
В 1953—1960 годах посол США в ООН.
В 1960 году номинировался в вице-президенты США от республиканцев.
В 1963—1964 и 1965—1967 годах посол США в Республике Вьетнам (Южный Вьетнам).
В 1968—1969 годах посол США в Западной Германии.
Дети Джордж и Генри.